# Baasskap
Baasskap (ˈbɑːskap) war in der Zeit der Apartheid ein Begriff für die Vorherrschaft der Weißen in Südafrika, der geprägt wurde von Johannes Gerhardus Strijdom, südafrikanischer Premierminister von 1953 bis 1958. Auf Afrikaans (und im Niederländischen) bedeutet baas Chef. Die wörtliche Übersetzung von Baasskap ist Chefschaft.
Befürworter von Baasskap bildeten die größte Fraktion der Apartheid-Ideologen in der Nasionale Party und in staatlichen Institutionen. Sie wandten die Rassentrennung systematisch an, um die Reinheit der Rasse zu bewahren und um sicherzustellen, dass die wirtschaftlichen und politischen Bereiche von Buren dominiert werden. Befürworter von Baasskap waren jedoch nicht unbedingt gegen eine Beteiligung der schwarzen Südafrikaner an der Wirtschaft, wenn die Arbeit der Schwarzen auf eine Weise kontrolliert wurde, die die wirtschaftliche Vorherrschaft der Buren bewahrte.
Prominente Befürworter von Baasskap war neben Premierminister Strijdom auch Justizminister C. R. Swart. Strijdoms Nachfolger Hendrik Verwoerd hatte Sympathie für die puristische Fraktion der Apartheid-Ideologen, die sich der wirtschaftlichen Integration schwarzer Südafrikaner widersetzte, im Gegensatz zu Anhängern von Baasskap, die weiße Herrschaft, aber eine integrierte Wirtschaft wollten. Trotzdem versah Verwoerd das bisher grobe Konzept des Baasskap mit einem Furnier von intellektueller Seriosität.